# Echolink
Echolink – system oparty na oprogramowaniu umożliwiający nawiązywanie łączności krótkofalowcom poprzez sieć Internet z wykorzystaniem techniki VoIP. System ten pozwala na łączenie dowolnego węzła sieci z dowolnym innym na świecie. Wielokrotne połączenia tworzą razem sieć Echolink. Transmisja prowadzona na jednym z węzłów jest automatycznie przekazywana do innych, które są aktualnie połączone ze sobą. Oficjalne oprogramowanie o tej samej nazwie działa pod systemami z rodziny Microsoft Windows, Android oraz iOS.

## Rodzaje węzłów podłączonych do systemu
Do systemu Echolink podłączone mogą zostać trzy rodzaje węzłów:
- Stacja indywidualna – zwykły użytkownik – jest nim krótkofalowiec podłączony do systemu bezpośrednio przy użyciu programu komputerowego.
- Link – radiostacja krótkofalarska podłączona systemu, dzięki której można przeprowadzić łączność radiową. Odbiornik, jak i nadajnik tej stacji używa jednej częstotliwości radiowej,
- Przemiennik (ang. repeater) – podłączony do systemu przemiennik amatorski.

## Opis działania
Działanie programu Echolink może przebiegać na trzy sposoby:
- Połączenie użytkownik-użytkownik oznacza, że dwie osoby korzystające z tego systemu łączą się bezpośrednio między sobą i mogą prowadzić rozmowę.
- Połączenie użytkownik-przemiennik (lub użytkownik-link) pozwala użytkownikowi na korzystanie z radiostacji (lub przemiennika) podłączonego do systemu. Dzięki temu można np. prowadzić rozmowę, w której kilku użytkowników korzysta wyłącznie z radiostacji, a kilku pozostałych korzysta z Echolinka i za pomocą Internetu łączy się z tym przemiennikiem.
- Połączenie przemiennik-przemiennik (lub przemiennik-link lub link-link) ma miejsce, gdy dwie radiostacje (link lub przemiennik) są ze sobą połączone przez Internet przy pomocy systemu Echolink. Można dzięki temu prowadzić rozmowę, w której wszyscy korzystają wyłącznie ze sprzętu nadawczo-odbiorczego na lokalnych przemiennikach, mimo dzielącej ich (często liczonej w tysiącach kilometrów) odległości. Gdy jeden z przemienników odbiera sygnał radiowy, przesyła go do drugiego przy pomocy Internetu, który ponownie nadaje sygnał radiowy.

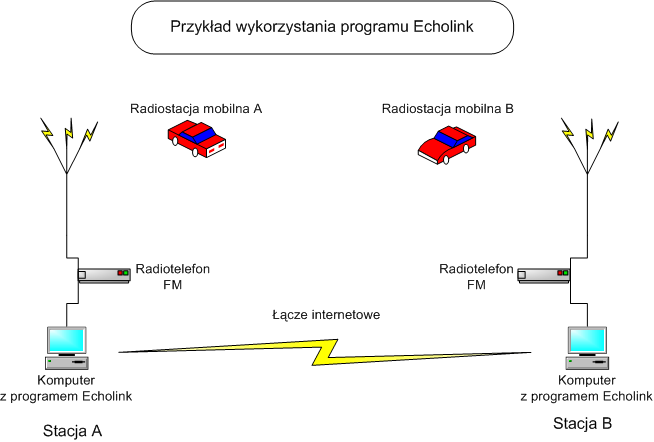
Przykład wykorzystania programu Echolink

Do jednej stacji podłączonej do sieci może łączyć się wiele innych – można w ten sposób zrobić sieć przemienników połączonych ze sobą, odległych o setki kilometrów. Do korzystania z systemu Echolink nie jest konieczny komputer – wystarczy radiostacja z systemem DTMF, dzięki któremu można nakazać stacji typu link lub przemiennikowi połączyć się z daną stacją. W ten sposób używając radiostacji o małej mocy, można rozmawiać z krótkofalowcami (korzystającymi z komputera lub tylko z radiostacji) z całego świata.